# マーク・スミス (バスケットボール)
マーク・アンソニー・スミス(Mark Anthony Smith、1999年8月16日 - )は、アメリカ合衆国のプロバスケットボール選手。ポジションはポイントガード。

## 来歴

### 生い立ち
イリノイ州ディケーターにて共に教師である父母のもとに生まれる。

### 学生時代のキャリア
エドワーズビル高校ではキャプテンを務め、32試合中30試合で二桁得点、8試合で30点以上を獲るなど活躍し、年間最優秀選手賞など受賞した。
大学時代はイリノイ大学、ミズーリ大学、大学院はカンザス州立大学へ進むなど、NCAAに出場し多くの試合で活躍した。

### プロキャリア

#### BGゲッティンゲン(2022-2023)
2022-2023シーズンはBBLに所属するBGゲッティンゲンでプレーし、リーグ戦では31試合に出場し、1試合平均31.5分の出場で、16.7得点、7.1リバウンド、2.8アシスト、2.7ターンオーバー、1.1スティール、プレーオフでは3試合に出場し、1試合平均29.0分の出場で、14.3得点、4.0リバウンド、2.0アシスト、1.7スティールという成績を残した。

#### バスケット・サラゴサ(2023-2024)
2023-2024シーズンはリーガACBとFIBAヨーロッパカップに所属するバスケット・サラゴサでプレーし、リーグ戦では24試合に出場し、1試合平均26.3分の出場で、12.5得点、3.8リバウンド、2.4ターンオーバー、2.0アシスト、1.1スティール、FIBAヨーロッパカップでは6試合に出場し、1試合平均22.3分の出場で、12.8得点、5.5リバウンド、2.2アシスト、2.0ターンオーバー、1.3スティールという成績を残した。

#### 長崎ヴェルカ(2024-2025)
2024年7月5日、長崎ヴェルカへの加入が発表された。

#### ラティオファーム・ウルム(2025-)
2025年7月21日、ユーロカップとBBLに所属するラティオファーム・ウルムへの加入が発表された。

## 人物
- 両親ともにバスケットボールプレーヤーであった[1]。
- スポーツマネジメントの学士号を取得している[4]。
- 高校時代はMLBの投手候補だったが、肘のケガがあり、バスケットボール一本に絞ることとなった[1]。

## 個人成績
| シーズン     | チーム               | GP | GS | MPG   | FG%  | 3P%  | FT%  | RPG | APG | SPG | BPG | TO  | PPG  |
| ------------ | -------------------- | -- | -- | ----- | ---- | ---- | ---- | --- | --- | --- | --- | --- | ---- |
| NCAA 2017-18 | イリノイ大学         | 31 | 19 | 19.1  | .337 | .232 | .796 | 1.4 | 1.4 | 0.6 | 0.1 | 1.3 | 5.8  |
| NCAA 2018-19 | ミズーリ大学         | 19 | 17 | 28.4  | .436 | .450 | .774 | 5.2 | 1.6 | 0.7 | 0.1 | 1.4 | 11.4 |
| NCAA 2019-20 | ミズーリ大学         | 24 | 20 | 26.7  | .393 | .371 | .735 | 3.9 | 0.8 | 0.9 | 0.0 | 1.2 | 10.0 |
| NCAA 2020-21 | ミズーリ大学         | 26 | 24 | 29.5  | .372 | .315 | .765 | 3.2 | 1.0 | 1.0 | 0.2 | 1.5 | 9.7  |
| NCAA 2022-23 | カンザス州立大学     | 31 | 31 | 31.6  | .449 | .362 | .709 | 8.4 | 1.7 | 1.1 | 0.0 | 1.9 | 12.7 |
| BBL 2022-23  | BG ゲッティンゲン    | 31 | ?  | 31.5  | .417 | .365 | .850 | 7.1 | 2.8 | 1.1 | 0.0 | 2.7 | 16.7 |
| NBAs 2023    | デンバー・ナゲッツ   | 4  | 0  | 8.8   | .091 | .000 | .500 | 2.5 | 0.5 | 0.0 | 0.0 | 0.8 | 0.8  |
| ACB 2023-24  | バスケット・サラゴサ | 24 | ?  | 26.3  | .396 | .301 | .837 | 3.8 | 2.0 | 1.1 | 0.0 | 2.4 | 12.5 |
| B1 2024-25   | 長崎                 | 43 | 42 | 29:31 | .438 | .346 | .823 | 4.3 | 4.5 | 1.7 | 0.1 | 3.4 | 18.6 |

※2023以前の成績

※Bリーグスタッツ